# Autostrada A8 (Svizzera)
L'autostrada A8 è un'autostrada della Svizzera che collega Spiez a Lucerna. È lunga 94 km. In alcuni tratti è una semi-autostrada ad una corsia per direzione.
Alcune parti non sono state ancora costruite.